# Símbol de la lliura
El símbol de la lliura (" £ ", més comú al Regne Unit) és el símbol de la lliura britànica (pound), la moneda del Regne Unit. El mateix símbol s'utilitza (o s'ha utilitzat) a altres països i territoris per a monedes del mateix nom. No obstant això, també hi ha països la moneda dels quals es diu pound, però que no utilitzen oficialment el símbol £.

## Origen
El símbol deriva de la paraula libra (lliura), la unitat de massa romana bàsica (aprox. 0,329 kg), que alhora deriva de la paraula llatina per a balança. La lliura es va convertir en una unitat de massa britànica i la moneda es va anomenar lliura perquè originalment valia tant com una lliura Tower (326 g) de plata fina (pura). Per cert, el penic anterior a la decimalització (240 dels quals constituïen £1) va prendre el símbol d de la paraula llatina denarius, la paraula romana per a "penny".

## Ús
El signe de la lliura, igual que el signe de dòlar ("$"), limitat a anglès, irlandès i maltès, normalment es col·loca davant del número (és a dir, "£120" i no "£120"), i no sol estar separat del número que segueix o bé, només per un espai.
El símbol "₤" també es coneix com a símbol de la lliura esterlina, sent Sterling Pound el nom oficial de la moneda.
A Itàlia, abans de l'adopció de l'euro, el símbol s'utilitzava sovint amb les dues línies horitzontals per indicar els preus en lires italianes (com a alternativa a la més freqüent L). De fet, es van poder trobar diversos símbols, ja que no hi ha un símbol oficial únic: a les monedes estava escrit L. 100, però en altres contextos era possible trobar £100, £. 100, ₤ 100, ₤. 100, L 100, Lit 100 o Lit. 100. Amb menys freqüència, el símbol també es pot trobar després de la quantitat.

## Ordinador

### Codis
El símbol "£" té el codi Unicode U+00A3 (heretat del llatí-1 ). El codi HTML és " & pound;" a XML s'identifica amb " & #163;".
El símbol " ₤ " té el codi Unicode U+20A4, mentre que el codi decimal és " & #8356;".

### Mode d'inserció
Es pot accedir al caràcter "£" usant Majúsc + 3 en un teclat de disseny italià modern.
Un teclat amb distribució en anglès (Regne Unit) té el caràcter "£" a la tecla 3 com els teclats italians, mentre que als teclats dels EUA. UU. has de fer servir la combinació AltGr + Majúsc + 4 per inserir el símbol de lliura.
El símbol "£" és present a la taula de caràcters Mac OS Roman i, per tant, es pot utilitzar a la majoria dels teclats de Mac OS, generalment mitjançant la combinació Opció + 3 .
A Microsoft Windows, el símbol "£" es pot inserir amb la combinació Alt + 0 1 6 3, mentre que el símbol "₤" es pot inserir amb la combinació Alt + 8 3 5 6 .